# Likvidátor pojistné události
Likvidátor pojistné události je pracovník pojišťovny pověřený likvidací pojistné události. Jeho náplní práce je prošetření škody klientů pojišťoven a vypracování návrhů na jejich odškodnění.

## Pracovní náplň
Činnosti, které vykonává.
- příjem a vyřizování hlášení o škodách
- jednání s osobami nárokujícími pojistná plnění
- jednání s policií a ostatními orgány činnými v trestním řízení a se správními orgány
- návštěva míst pojistných událostí
- určování rozsahu škod a výše náhrady
- zajišťování zpracování znaleckých a odborných posudků
- posuzování splnění podmínek pojistné smlouvy a všeobecně platných předpisů
- příprava podkladů pro vyřizování plateb klientům
- podrobné dokumentování své práce a evidence pojistných událostí
- návrh regresů
- poradenství potenciálním nebo současným klientům

## Požadavky na vzdělání pracovníka
Dle zákona je samostatný likvidátor pojistných událostí povinen prokázat odbornou způsobilost, kterou se rozumí získání všeobecných a odborných znalostí nezbytných pro výkon jeho činnosti. Všeobecné znalosti se prokazují dokladem o dokončení střední školy a odborné dokladem o absolvování odborného studia zaměřeného na pojišťovnictví, finanční služby a související oblasti na střední nebo vysoké škole, nebo složením odborné zkoušky.

## Vhodné zkušenosti a vlastnosti pracovníka
Požadované vlastnosti.
- analytické myšlení
- pečlivost, přesnost a samostatnost
- řešení konfliktů, schopnost jednat s lidmi
- rychlost úsudku, kritický pohled
- komunikace, kultivovaný vzhled a vystupování